# حركة الديمقراطيين المستقلين
حركة الديمقراطيين المُستقلين هي حركة سياسية يسارية في المغرب، أسَّسها محمد مجاهد في عام 1996.
في عام 2002، اندَمجت الحركة مع التشكيلات اليسارية المغربية الأخرى (منظمة العمل الديمقراطي الشعبي، حركة من أجل الديمقراطية، إمكانات اليسار) وشكلت بذلك الحزب الاشتراكي الموحد.